# Katana
Pour les articles homonymes, voir Katana (Burkina Faso).

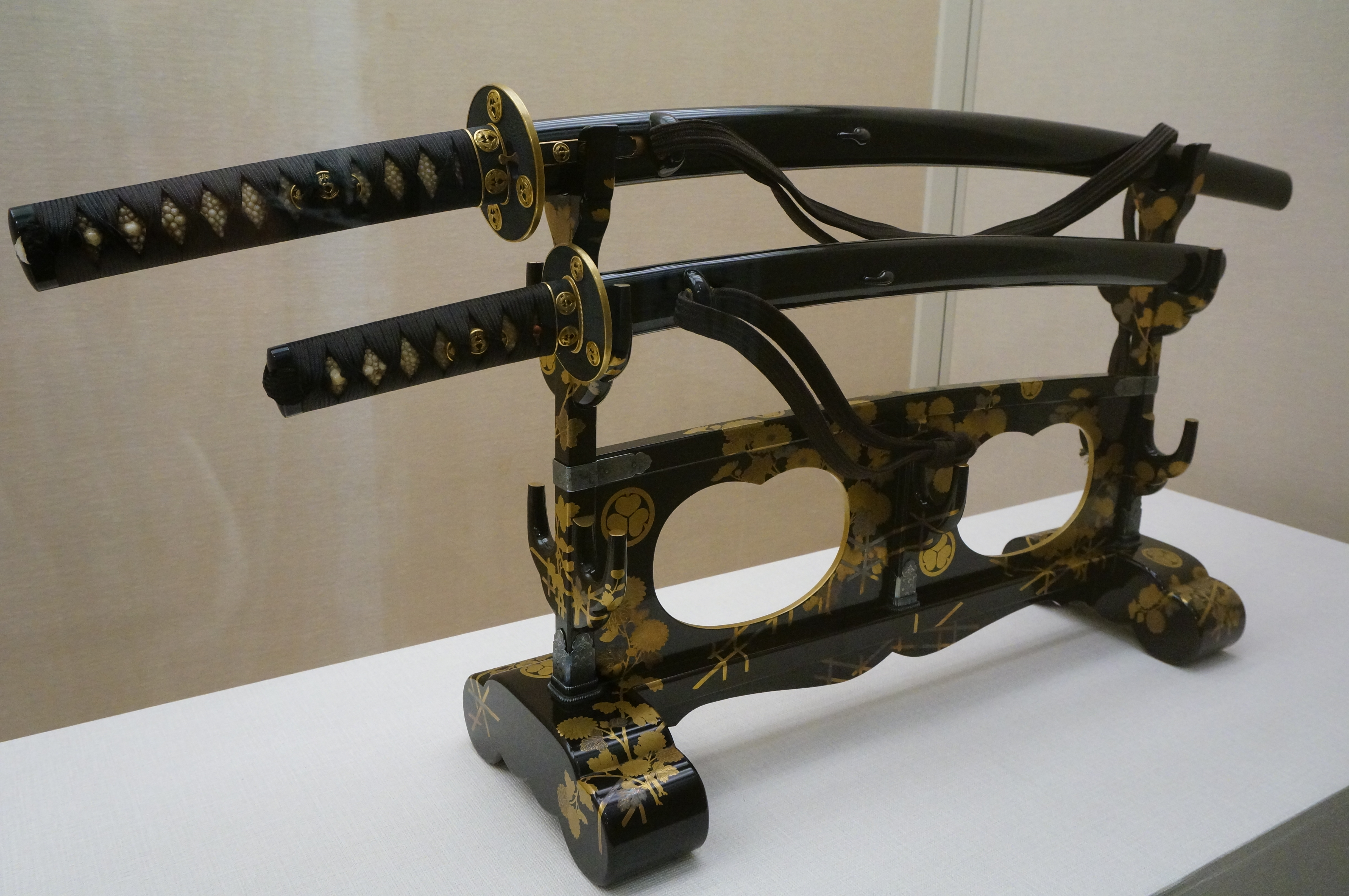
Daishō (paire de sabres traditionnels portée par les samouraïs) détenu par le clan Uesugi (fin de la période Edo).

Le katana (刀 ou かたな) est un sabre (arme blanche courbe à un seul tranchant) dont la lame fait plus de 60,6 cm. Par extension, le terme katana sert souvent à désigner l'ensemble des sabres japonais (tachi, uchigatana, etc.).
Symbole de la caste des samouraïs, le katana est une arme de taille (dont on utilise le tranchant) et d'estoc (dont on utilise la pointe) à deux mains. Il est porté glissé dans la ceinture, tranchant dirigé vers le haut à la ceinture du côté gauche (vers le bas aussi si le porteur est un cavalier). L'ensemble wakizashi-katana s'appelle le daishō.

## Historique

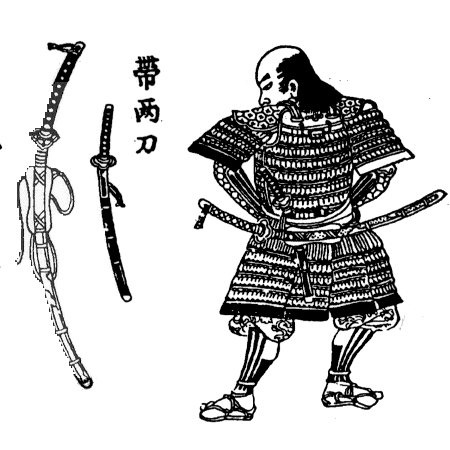
Samouraï de la période Edo avec un tachi et un wakizashi (ou kodachi).

La première référence au Katana est trouvée dans le Nihon shoki (Annales ou Chroniques du Japon), achevé en 720. Cependant, le nom de katana apparaît vers l'an 1400, pendant l'ère Muromachi (1392 - 1573). Jusqu'alors, les tachi longs et courbés étaient portés la lame vers le bas. Ils ne permettaient pas de dégainer et frapper dans un même mouvement. Ce terme est un mot composé de kata (un côté, comprendre un tranchant) et na, (lame). Cependant, sa production dépasse celle du tachi pendant l'époque de Muromachi (après 1392). Durant certaines périodes pacifiées de l'histoire japonaise, le katana avait plus un rôle d'arme d'apparat que d'arme réelle[réf. nécessaire].

## Description
Le katana est un nihonto (sabre japonais) courbe qui se porte glissé dans l’obi (ceinture) tranchant vers le haut, à la différence du tachi, l'épée de cavalerie.
Le katana a une taille de lame supérieure à deux shaku (deux fois 30,2 cm) soit 60 cm mais cette longueur peut varier selon les périodes et techniques de guerre. Il se manie généralement à deux mains, mais certaines techniques, comme la technique à deux sabres de Miyamoto Musashi, ou des techniques impliquant l'utilisation du fourreau, supposent le maniement à une main. Sa poignée (tsuka (つか)), suivant le climat politique, variait entre la largeur de deux ou trois mains. La tsuka commence par une garde (tsuba (鍔)) qui protège la main, et se termine par une extrémité utilisée pour porter des coups (tsuka-gashira (塚頭) ou kashira (かしら)).Le katana est composé de différentes parties : Habaki, collier enfilé sur la lame et placé avant les Seppa (petite entretoise métallique utilisée des deux côtés de la tsuba) et la Tsuba (le garde-main du katana). il y a également le kashira, le pommeau de la poignée; le kiguchi, l'ouverture du fourreau, et le kojiri, le bout du fourreau. Le poids d'un katana standard varie de 800 grammes à 1 300 grammes.

## Fabrication

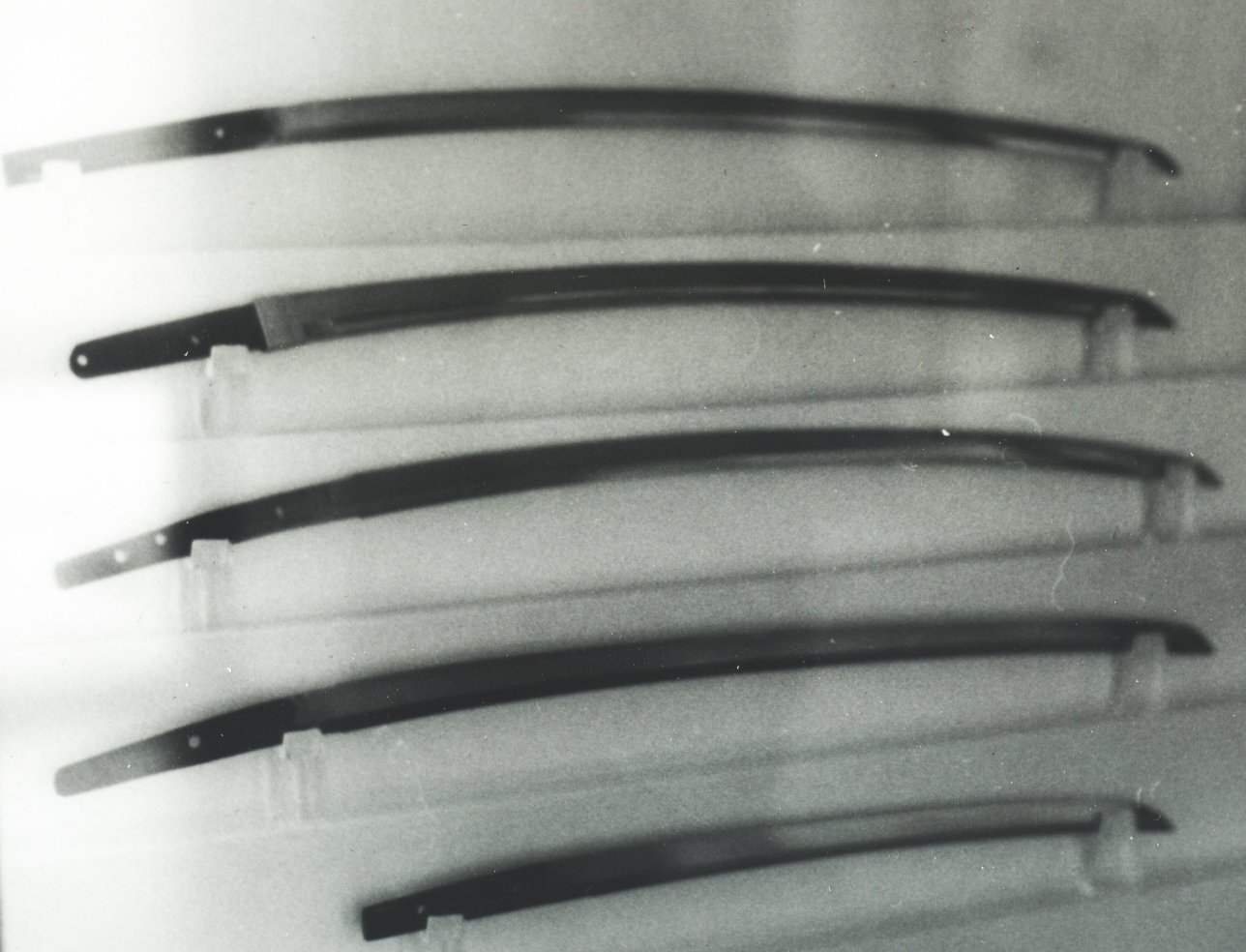
Différentes lames de katana et de wakizashi au musée Guimet à Paris.

Terminée en biseau, la lame du katana est traditionnellement forgée à partir d'un acier brut nommé tamahagane, transformé en acier composite. Dur pour l'enveloppe, et plus souple pour le cœur, ils sont chacun feuilletés de nombreuses fois, puis intimement soudés l'un à l'autre à la forge. Ensuite, en recouvrant d'un mélange d'argile isolant le dos et les flancs, la lame subit une « trempe sélective », qui créera sa courbure caractéristique et qui conférera à l'arme les qualités combinées de dureté du tranchant ainsi que de résistance aux chocs pour l'ensemble. Le processus complexe de création du katana est dû à la mauvaise qualité du minerai disponible au Japon avant l'époque moderne.
L'étape suivante est le polissage, effectué par un togishi qui affûte la lame en révélant les structures cristallines à l'aide de pierres volcaniques à grain décroissant.

## Parties
La lame ainsi que la poignée d'un katana comportent plusieurs parties qui ont chacune été codifiées précisément ; ceci marque l'importance que la culture japonaise accorde au sabre :

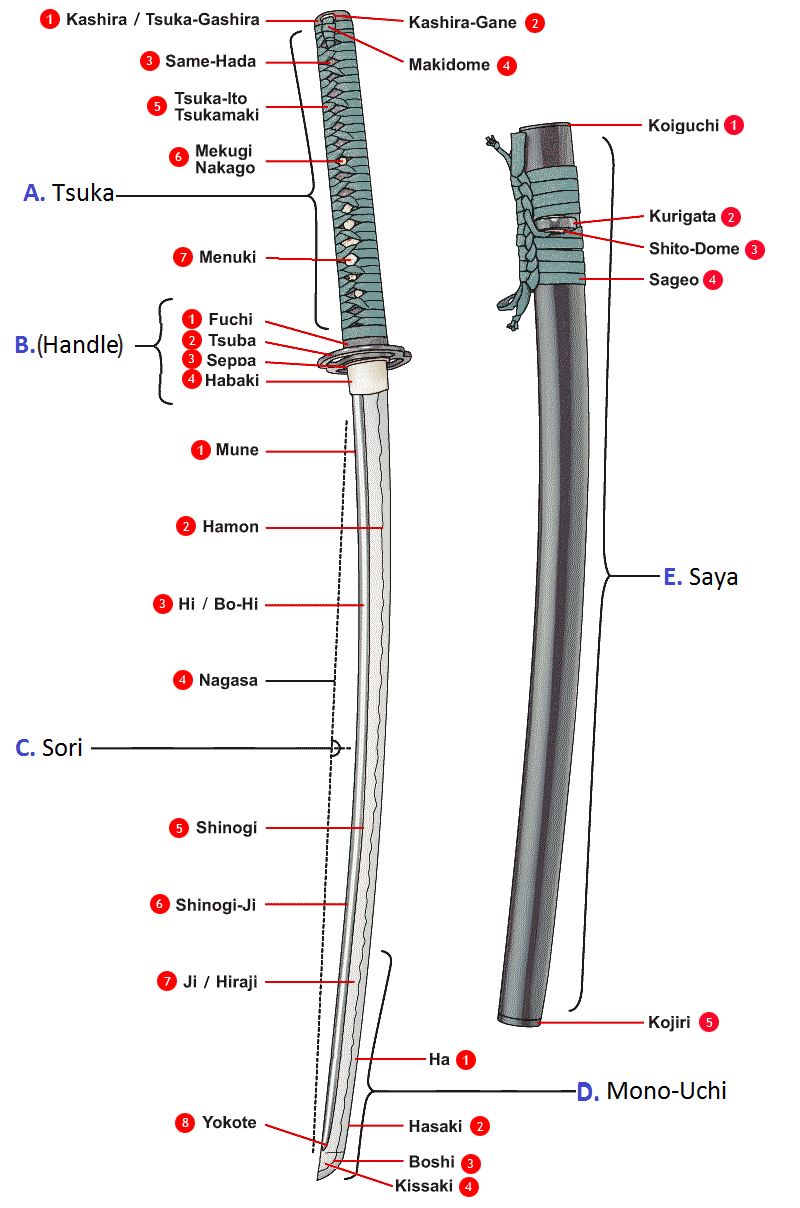
Les diverses parties détaillées, en japonais, d'un katana.

- Habaki : pièce métallique située à la base de la lame ; elle sert à « verrouiller » le sabre dans le fourreau (saya), à éviter qu'il ne tombe ; pour dégainer, l'escrimeur pousse sur la garde (tsuba) avec le pouce pour faire sortir le habaki du saya et pouvoir tirer la lame ;
- lame ;
  - nakago[3] : soie, partie insérée dans le tsuka et percée d'un ou deux mekugi ana (trou permettant le passage du mekugi) ;
    - hitoe : dos de la soie ;
    - mei : signature gravée dans la soie identifiant le forgeron ;
    - yasurime : traits de lime organisés sur la soie, varient selon les écoles ;

  - mine machi : décrochement sur le dos de la lame, marquant le début du dos de la soie (hitoe) ;
  - mune : dos de la lame ;
  - bohi : gouttière, permettant d'alléger la lame sans réduire sa résistance, et peut-être — mais cette hypothèse est controversée — d'éviter l'effet de succion lors de la pénétration ou du retrait de la lame dans les chairs ;
  - yakiba : partie trempée sans argile de la lame, bordée par la ligne de trempe (hamon). Présente différentes formes : vagues, boîtes, etc ;
  - Hamon : Démarcation entre le Yakiba et le haut de la lame recouverte d'argile pendant la trempe. Le Hamon est visible grâce aux cristaux de martensite, résultat du refroidissement rapide du carbone, le figeant en structure de réseau cristallin martensitique[4]. Chaque forgeron peut choisir son motif en le dessinant à l'argile avant la trempe.
  - hasaki : tranchant de la lame ;
  - shinogiji : partie parallèle des flancs, verticale lorsque le sabre est porté à la ceinture ou bien en garde ;
  - arêtes : la partie parallèle des flancs de la lame (shinogiji) a une certaine épaisseur ; la lame s'affine vers la pointe (kissaki) et vers le tranchant (hasaki), la transition de la partie parallèle et les parties s'affinant forment trois arêtes qui se rencontrent en un point nommé mitsukado ;
    - shinogi : arête latérale de la lame ;
    - yokote : arête séparant la pointe (kissaki) du reste de la lame ;
    - koshinogi ;

  - mono-uchi : les 9 cm à partir du yokote ; c'est principalement avec cette partie que sont effectuées les coupes ;
  - kissaki : pointe biseautée ; elle est séparée du reste de la lame par une arête, le yokote ;
  - sashi omote : lorsque le sabre est porté à la ceinture (sur le flanc gauche, courbure vers le haut), c'est la partie présentée au public (omote), la partie côté extérieur ; lorsque le guerrier est en garde (kamae), c'est le flanc gauche de la lame ; c'est également ce côté qui est présenté lorsque la lame est sur un présentoir ;
  - sashi ura : lorsque le sabre est porté à la ceinture, c'est la partie cachée (ura) ; lorsque le guerrier est en garde (kamae), c'est le flanc droit de la lame ;

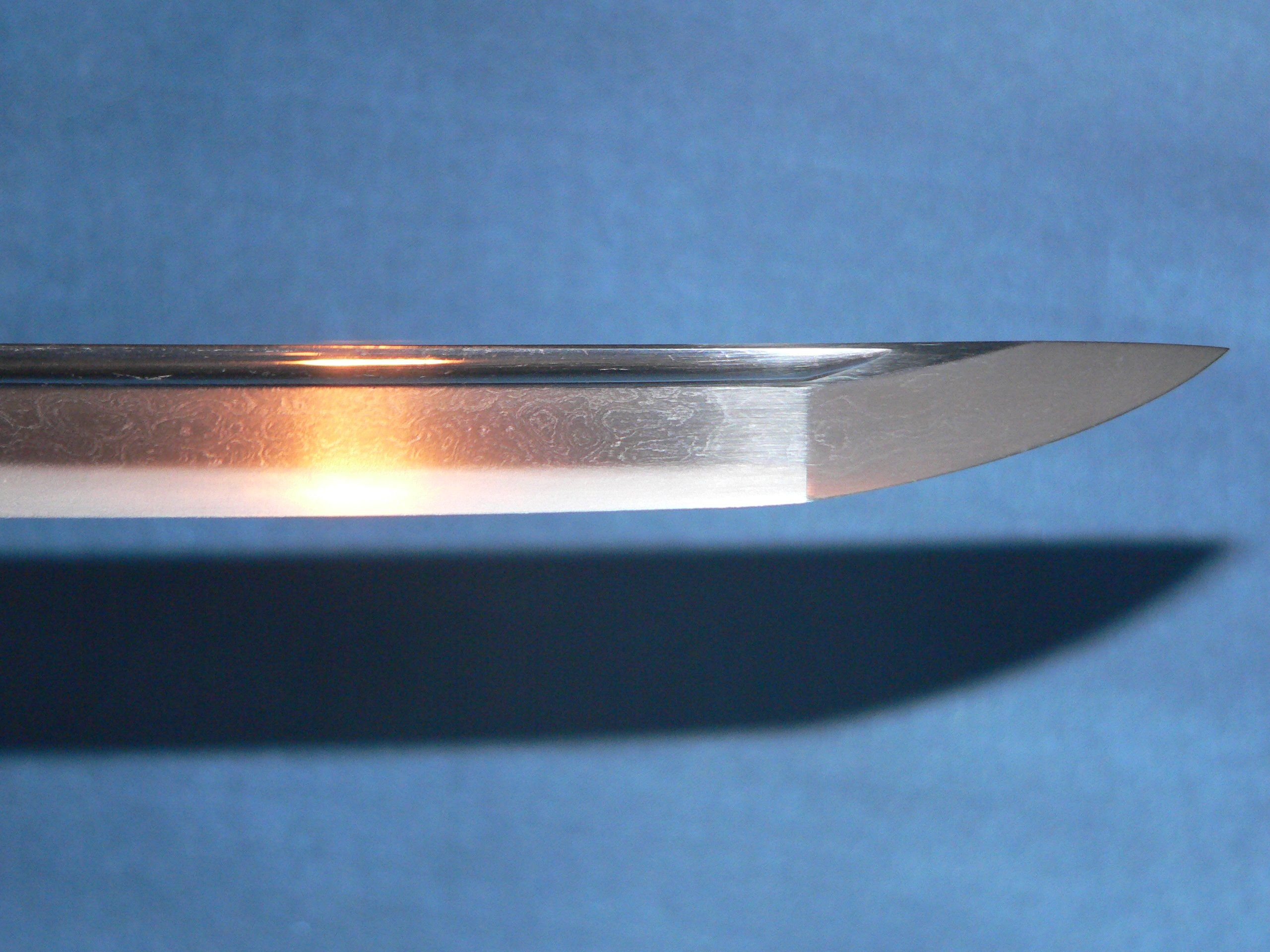
La pointe d'un katana.

- saya : fourreau ; il est fait de bois de magnolia qui, bien séché, est absorbeur d'humidité, limitant l'oxydation des lames ; il est recouvert de laque traditionnelle (22 couches) d'aspect lisse ou granulé à motif avec ou sans incrustation. Celle-ci avait deux vertus : rendre étanche l'ensemble sabre-fourreau et rigidifier le fourreau fait de magnolia fragile ;
  - koiguchi : entrée du saya ;
  - sageo : cordelette sur le fourreau ;
  - kurigata : petit anneau, pour y attacher le sageo ;
  - shito-dome : bosse sur le fourreau, au niveau de la sageo.
- sepa : parties métalliques entre le tsuba et le habaki, ainsi qu'entre la tsuba et la tsuka, guidant la soie (nakago) lors de son insertion dans la tsuka et servant à réduire le jeu inévitable avec le temps entre tsuka, tsuba et habaki ;
- tsuba : garde ;

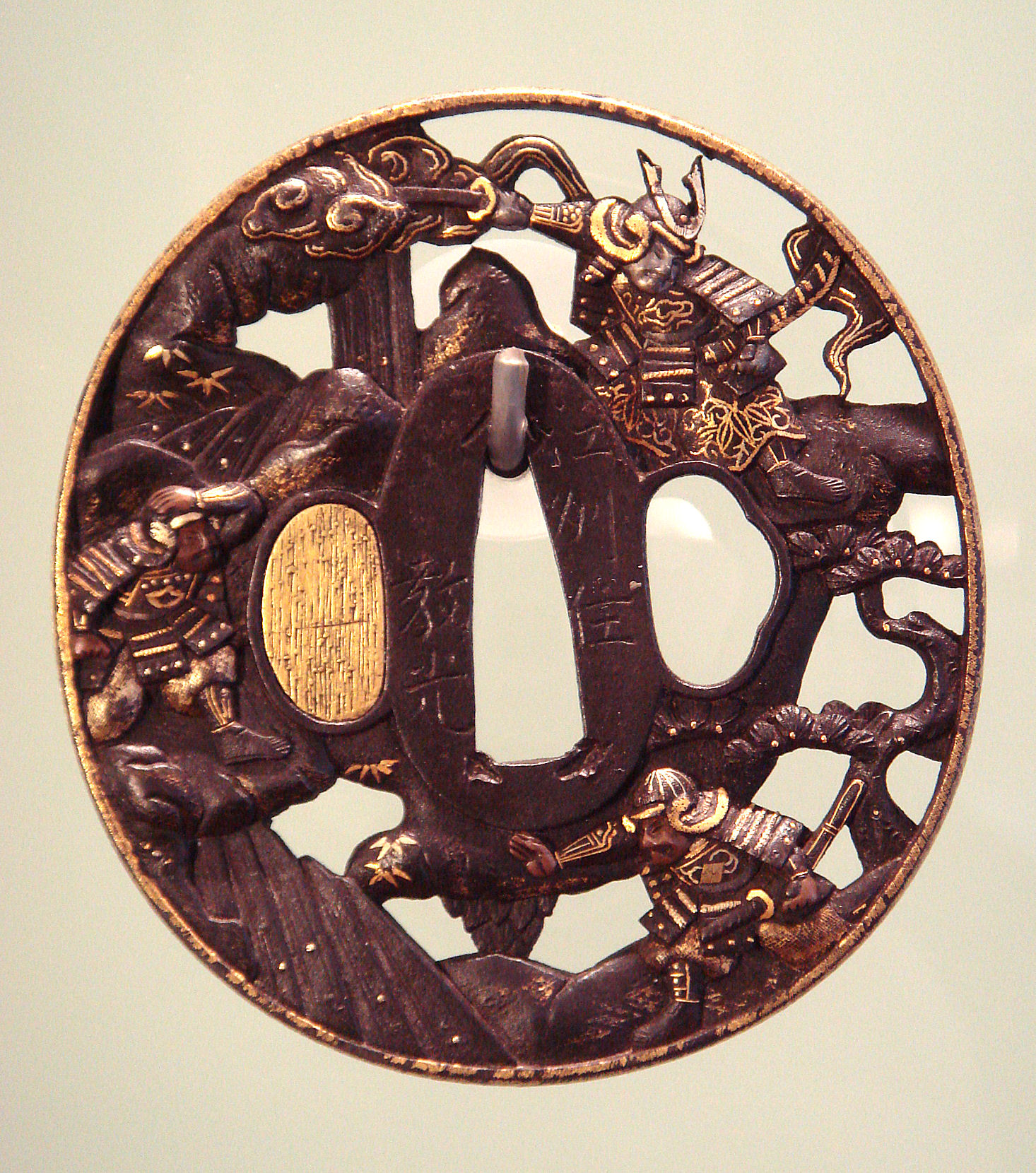
Un tsuba (garde) de l'époque d'Edo. Le trou central est celui où passe la lame.

- tsuka : poignée. Son cœur est constitué de deux coques de bois de magnolia ;
- fuchi : virole entre le tsuka et le tsuba ;
  - kashira ou tsukagashira : décoration au bout du pommeau ;
  - menuki : broche d'ornement sur la poignée qui aide également à la prise en main ; elle n'est pas posée au même niveau sur la face omote que sur la face ura ;
  - mekugi : goupille de bambou qui fixe la lame à la tsuka ; la soie (nakago) de la lame et la tsuka sont percées, et le mekugi les traverse de part en part ;
  - same-hada ou same-kawa[6] : respectivement peau de requin ou de raie pastenague qui recouvre le bois de la tsuka ; cette peau (contenant de la silice) collée autour ou sur chaque flanc de la poignée servait notamment à l'extrême rigidité de celle-ci ;
  - tsuka ito ou tsuka maki : laçage de tresse spéciale en soie ou coton, ou encore de cuir autour de la poignée, permettant une meilleure préhension et de maintenir les deux coques constituant la tsuka. Il existe différents types de laçage en fonction de l'utilisation du katana : combat, guerre, apparat, etc.

## Présentation

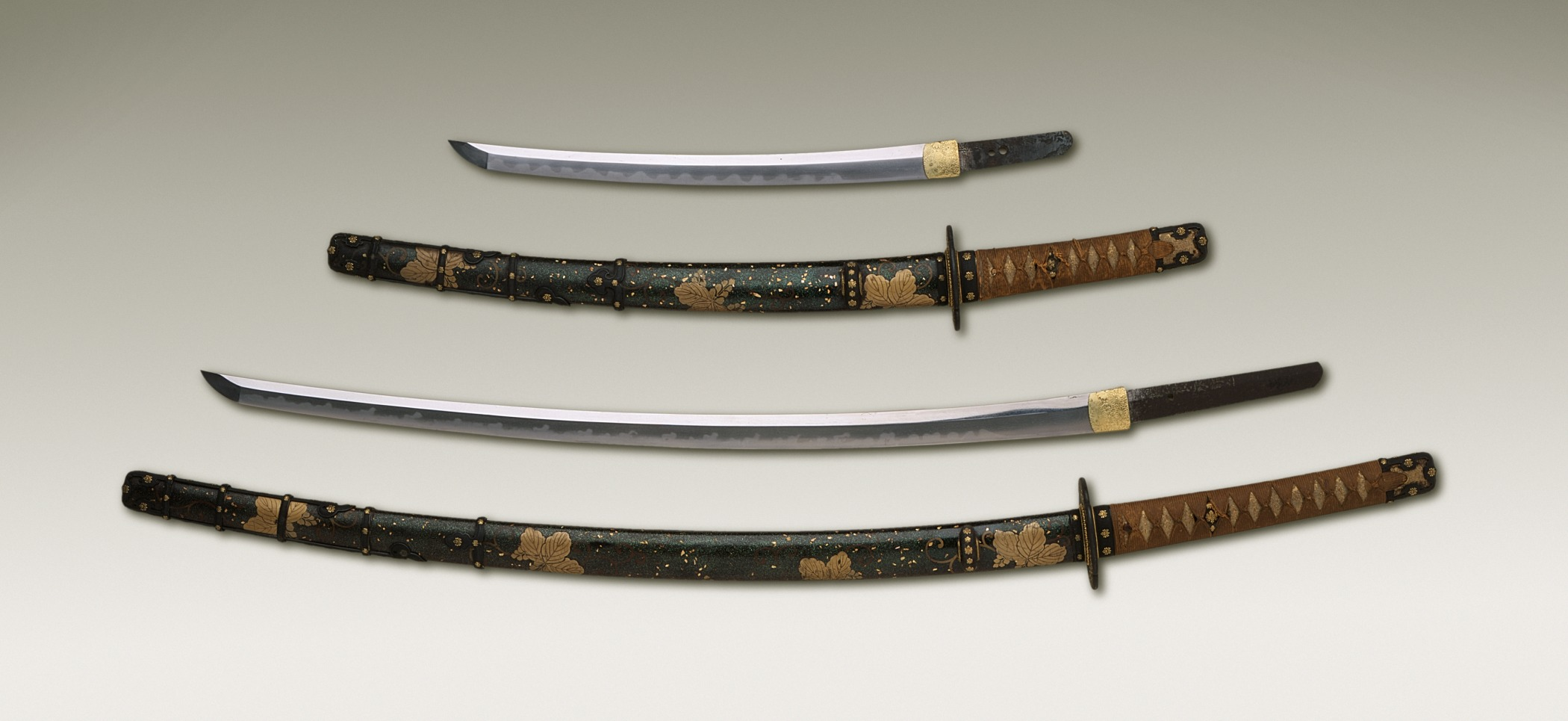
Daishō, le couple traditionnel de deux épées japonaises qui étaient le symbole du samouraï, montrant l'étui d'épée japonais traditionnel (koshirae) et la différence de taille entre le katana (en bas) et le wakizashi, plus petit (en haut).

Lorsque le katana est sur son présentoir, katana kake, il est placé :
- dans son fourreau (saya) ;
- tranchant vers le haut ;
- face publique (omote) visible, tsuka sur la gauche ;
- à gauche de soi.

Le plus souvent, seule la « monture » ou koshirae du sabre est exposée ainsi (tsuka, tsuba et saya, maintenus ensemble par une lame en bois, le tsunagi). En effet, la lame est souvent rangée dans une monture de protection hermétique en bois blanc, dite shirasaya (« fourreau blanc », qui n'est pas destinée au combat).
En temps de paix, le katana se pose sur le présentoir, la tsuka côté gauche, alors qu'en temps de guerre, la tsuka est à droite, ceci afin de permettre une sortie plus rapide du katana en cas de danger. Les ciseaux de coiffure sont pensés sur l'art de la fabrication des katana.

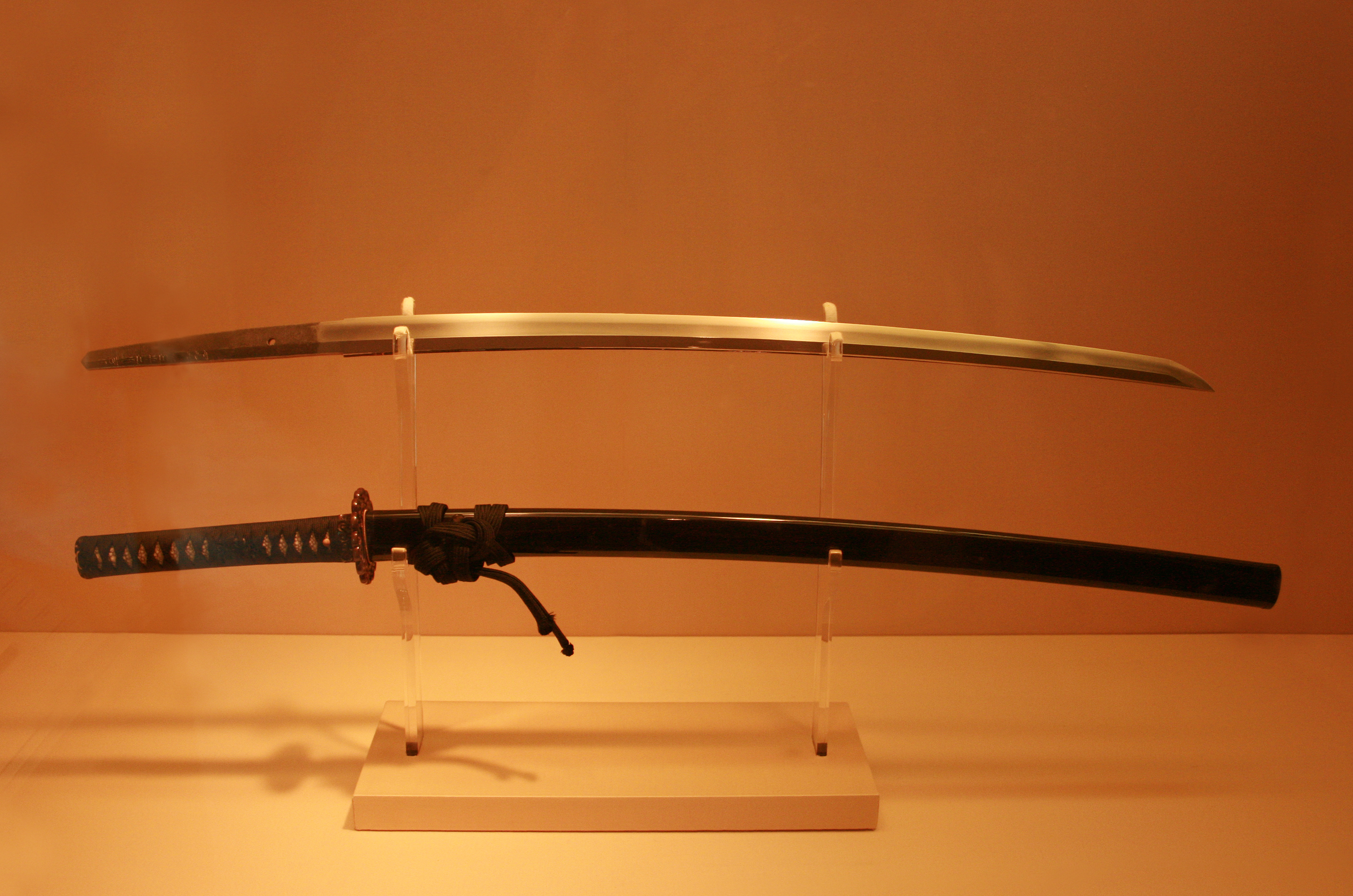
Katana japonais ancien (Metropolitan Museum of Art).
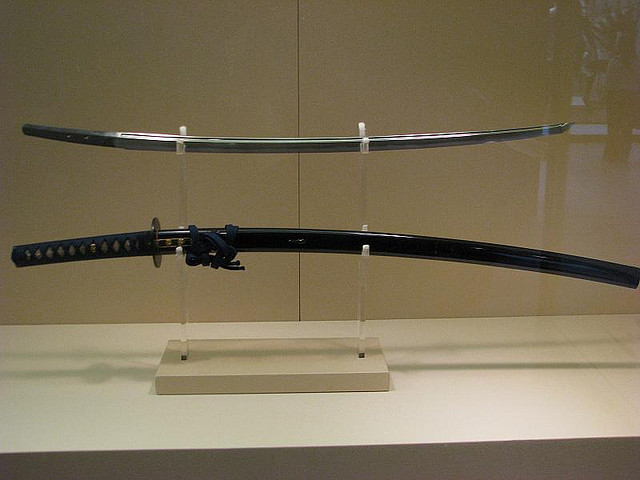
Katana japonais ancien (Metropolitan Museum of Art).
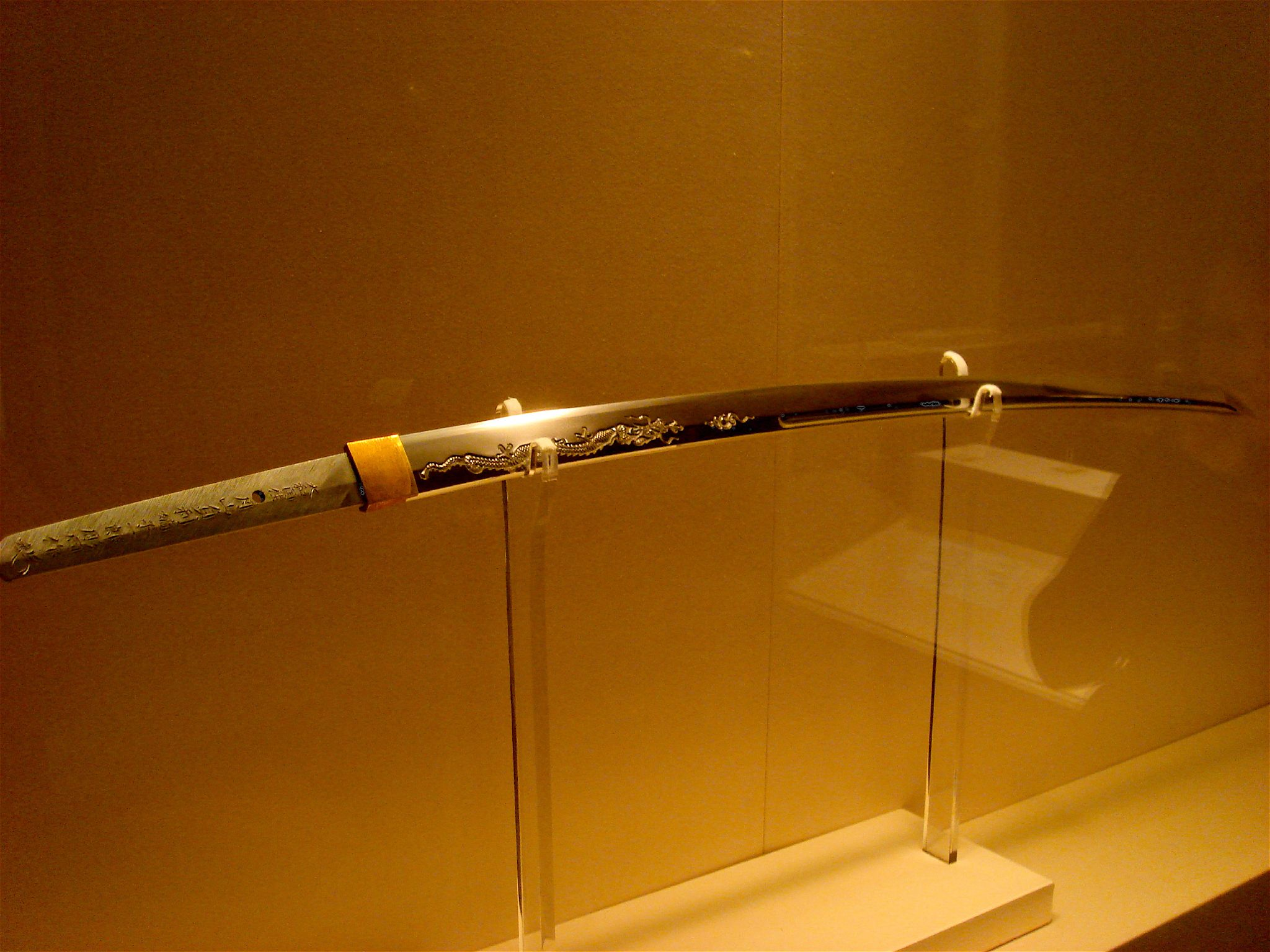
Katana montrant un horimono (en) (sculpture de la lame) (Metropolitan Museum of Art).
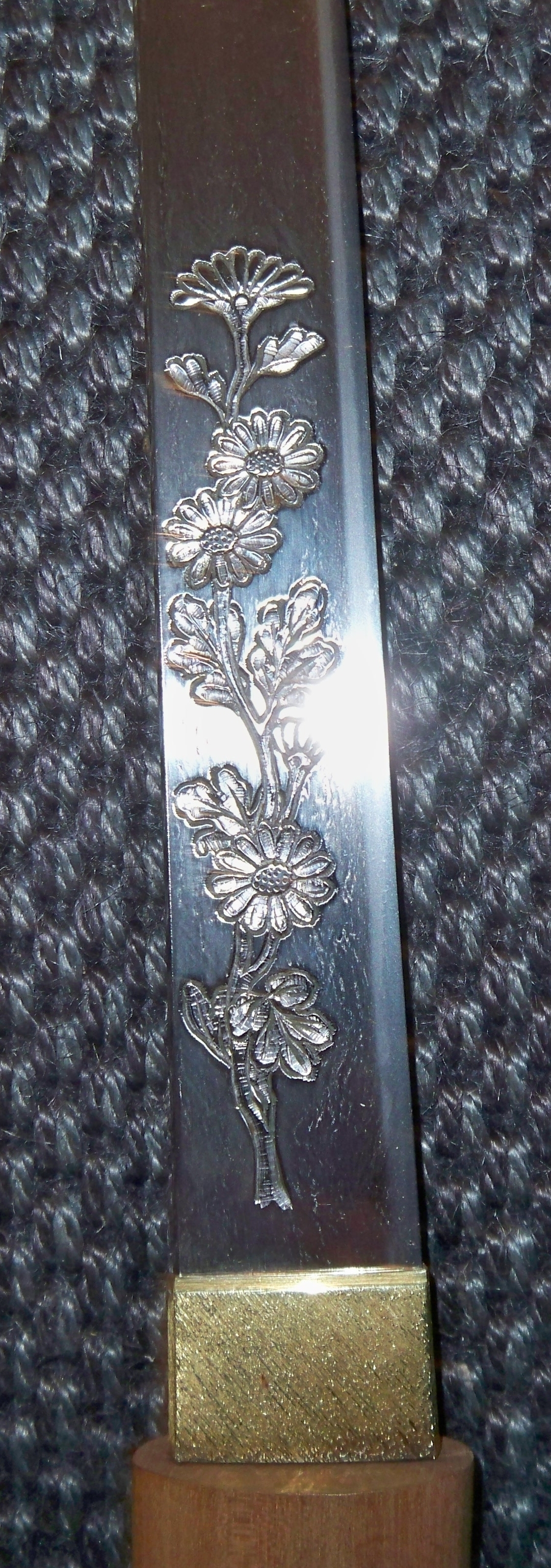
Gros-plan d'un wakizashi japonais montrant le horimono d'un chrysanthème.

## Dans les arts martiaux
Pour l'entraînement au katana, on utilise cinq types de sabre d'entraînement :
- le iaitō (居合刀 "sabre d'iai"), réplique en métal (un alliage d'aluminium et de zinc), non tranchante, d'un katana ; il sert à l'entraînement de iaidō (居合道)[7] ;
- le bokken (木剣 "epée de bois"), aussi appelé Bokuto, est une réplique en bois du sabre japonais (katana). Traditionnellement fabriqué à partir de chêne, de bambou ou de bois dur, le Bokken est utilisé dans les dojos pour s'entraîner sans risquer les blessures potentielles liées à l'utilisation d'un véritable katana[8] ;
- le suburitō (素振り刀 "sabre à suburi"), sabre en bois rigide et lourd, destiné à s'entraîner aux coupes dans le vide (suburi) en se musclant ;
- le shinai (竹刀 "sabre de bambou"), formé par des lamelles de bambou maintenues par une gaine de cuir ; ce sabre permet de porter des frappes réelles sans danger, moyennant des protections corporelles, et est utilisé par les pratiquants du kendo (剣道) ;
- le shinken (真剣 "épée véritable"), qui est un katana authentique et aiguisé ; il est utilisé principalement pour les coupes, comme dans le batto do et le tame shigiri, contre des cibles constituées de tatamis ou de nattes de paille roulées. Les hauts gradés (5e dan ou plus) en kenjutsu et en iaidō les utilisent pour passer des examens ou effectuer certains katas.

Il existe aussi maintenant des katana en matériaux modernes, souples et flexibles, permettant de porter des assauts plus virulents et sans danger, utilisés en chanbara.

## Dans la culture populaire

### Cinéma
Le katana tient une place non négligeable dans le septième art, japonais, bien sûr, avec le chambara mais également occidental.
- Dans Les Sept Samouraïs (1954) d'Akira Kurosawa, un village paie des samouraïs pour se débarrasser de brigands.
- Dans La Légende de Musashi (1954) de Hiroshi Inagaki, est racontée la vie d'un samouraï historique.
- Dans Hara-kiri (1962) de Masaki Kobayashi, est narrée l'histoire de rōnin pendant la période d'Edo.
- Dans Soleil rouge (1971) de Terence Young, l'art des samouraïs et le maniement du sabre sont mis en valeur.
- Dans The Yakuza (1974) de Sydney Pollack, les valeurs du Japon féodal et celles des yakuzas, ainsi que les règlements de compte traditionnels au katana, sont mis en valeur.
- Dans Highlander (1986) de Russell Mulcahy, les personnages de Juan Sanchez Villa-Lobos Ramirez (Sean Connery) et Connor MacLeod (Christophe Lambert) utilisent successivement un même katana tout au long du film, et de ses suites.
- Dans Bloodsport (1988) de Newt Arnold, le personnage de Frank Dux (Jean-Claude Van Damme) apprend que le katana a aussi valeur de récompense. Dux en obtient un à la fin du kumite, symbole de son statut de nouveau champion.
- Dans Vengeance aveugle (1989) de Phillip Noyce, le personnage de Nick Parker (Rutger Hauer), un soldat américain rendu aveugle lors de la guerre du Viêt Nam, est recueilli par des villageois vietnamiens qui lui enseignent les arts martiaux, et notamment l'art du maniement du sabre, pour l'aider à pallier son handicap.
- Dans Pulp Fiction (1994) de Quentin Tarantino, vers la fin du film, le personnage de Bruce Willis sauve le caïd Marsellus Wallace dans la cave en se servant d'un katana pour attaquer ses ennemis.
- Dans La Proie (1995) de J. F. Lawton, l'histoire se déroule pour l'essentiel au Japon, avec des scènes de combat. Dans ce film, les sabres ne produisent pas de bruit métallique en sortant du fourreau, les fourreaux étant en bois (un sabre qui serait placé dans un fourreau métallique s'userait prématurément).
- Dans Princesse Mononoké (1997) de Hayao Miyazaki, cette arme apparaît à plusieurs reprises.
- Dans Ghost Dog : La Voie du samouraï (1999) de Jim Jarmusch, Forest Whitaker joue le rôle d'un adepte du Hagakure.
- Dans Le Dernier Samouraï (2003) de Edward Zwick, le personnage principal (Tom Cruise) s'initie au combat de sabre à la japonaise et ne tarde pas à mettre, de manière spectaculaire, ses acquis en œuvre.
- Dans Zatoichi (2003) de Takeshi Kitano, celui-ci campe un masseur aveugle, redoutable expert du sabre.
- Dans Kill Bill (2003-2004) de Quentin Tarantino, le katana est un point central du film, et plus particulièrement de sa première partie, durant laquelle la fabrication du sabre de la mariée par Hattori Hanzo est mise en valeur.
- Dans Star Trek (2009) de J. J. Abrams, le personnage de Sulu utilise un katana pour combattre les Romuliens.
- Dans Predators (2010) de Nimród Antal, le personnage de Hanzo (un yakuza) tue le Falconer Predator en le combattant au katana.
- Dans Orgueil et Préjugés et Zombies (2016) de Burr Steers, l'arme de Mr. Darcy est un katana, étant donné qu'il a étudié les arts martiaux japonais.

### Dessins et séries animées
- Dans Les Samouraïs de l'éternel, Ryo Sanada, le samouraï qui tire sa force du feu, est armé de deux katana lui permettant d'invoquer les pouvoirs du feu.
- Dans Samurai Deeper Kyo, qui mélange la bataille de Sekigahara avec la fiction, l’art du kenjutsu est omniprésent.
- Dans Samurai Champloo, le chanbara et le hip-hop se mélangent avec de grands combats à l’épée.
- Dans Kenshin le vagabond, le héros pacifiste développe une technique de combat avec un katana à lame inversée, et donc non tranchante.
- Dans Reborn!, le katana est utilisé par différents personnages tels que Yamamoto Takeshi.
- Dans Katanagatari, les différents styles de combat au katana sont montrés (dégainage à genoux, kendo, etc.) ainsi que le lien qu'il y a entre l'arme et son propriétaire.
- Dans Inu-Yasha, le héros utilise Tessaiga, un katana capable de devenir un énorme croc doté de pouvoirs surnaturels.
- Dans Shaman King, Yoh Asakura se lie avec Amidamaru, le fantôme d'un samouraï et le matérialise dans son katana, appelé Harusame.
- Dans Le Garçon et la Bête, les animaux du royaume des bêtes s'affrontent parfois au katana pour décider qui aura raison.
- Dans Code Lyoko, Ulrich a deux katana comme armes.
- Dans Dragon Ball, Yajirobe possède un katana.
- Dans Samouraï Jack, le héros utilise un katana magique qui lui vient de son père, permettant de vaincre le démon Aku.
- Dans Pucca, Garu et Tobe qui possèdent des katana.

### Bande dessinée et manga
- Dans The Walking Dead, le personnage de Michonne se bat avec un katana.
- Dans les Tortues Ninja, Léonardo, le leader du quator utilise une paire de katana.
- Dans Bleach, les Shinigami et les Arrancars utilisent de nombreux sabres japonais dont le katana et le wakizashi sous l'appellation de zanpakutō soit "sabre coupeur d'âmes".
- Dans One Piece, le katana est utilisé par un des membres de l'équipage du Chapeau de Paille, Roronoa Zoro.
- Dans Love Hina, Motoko pratique le kendō, sans oublier Yu Kanda, qui utilise dans D. Gray Man un katana du nom de « Mugen ».
- Dans Demon Slayer, les pourfendeurs de démons se servent de katanas appelés « Sabre du soleil ».
- Dans Naruto, de nombreux personnages font usage de katanas.
- Dans Gintama, le katana occupe une place majeure. Dans l'arc « Benizakura » ; Okada Nizou détient un katana qui le possède. Dans l'épisode 101, Hijikata accepte un katana maudit.
- Dans Red Eyes Sword: Akame ga Kill!, Akame utilise un katana nommé « Murasame » qui tue ses cibles en un coup.
- Dans La storia della Arcana Famiglia (en), Nova se sert d'un katana et frappe ses adversaires avec le dos de l'épée.
- Dans Chivalry of a Failed Knight, Kurogane Ikki a pour dispositif un katana nommé « Intetsu ».
- Dans l'univers DC de DC Comics, le personnage féminin de Katana (comme son nom l'indique) utilise également cette arme.
- Dans l'univers Marvel de Marvel Comics, le Samouraï d'argent utilise plusieurs sabres japonais.

### Jeux vidéo
- Dans Clive Barker's Jericho, le sergent Wilhelmina « Billie » Church manie un katana.
- Dans Soulcalibur, Mitsurugi a pour arme de prédilection un katana.
- Dans Mortal Kombat, Kenshi possède un katana du nom de Sento.
- Dans la série Metal Gear Solid, plusieurs personnages apparaissent avec un katana comme arme, notamment Deepthroat de Metal Gear Solid, Raiden et Solidus de Metal Gear Solid 2: Sons of Liberty ainsi que Jetstream Sam de Metal Gear Rising: Revengeance, ayant un katana nommé Murasama, déformation du mot Muramasa.
- Dans Devil May Cry 3 : L'Éveil de Dante, Vergil affronte Dante au katana.
- Dans For Honor, le katana a une place importante dans la faction des samouraïs.
- Dans la plupart des jeux de la série Hitman, l'Agent 47 est amené, au gré du joueur, à utiliser des katana pour éliminer ses cibles.
- Dans Ghost of Tsushima, Jin Sakai, protagoniste principal, fait partie de la caste des samouraïs et utilise, de ce fait, un katana.
- Dans Final Fantasy VII, Séphiroth, l'antagoniste, est armé de son célèbre katana connu sous le nom de Masamune, inspiré du nom du célèbre forgeron japonais.
- Dans le jeu vidéo Brawlhalla, un personnage jouable du nom de Koji transporte un katana dans son fourreau malgré le fait que celui-ci se bat avec un arc et une épée.
- Dans le jeu The Forest, le katana est une arme que le joueur peut trouver et utiliser pour se battre contre des mutants.